# 1994 في روسيا البيضاء
فيما يلي قوائم الأحداث التي وقعت خلال عام 1994 في روسيا البيضاء.

## سياسة

### تعيين في المنصب
- 20 يوليو – ألكسندر لوكاشينكو رئيس روسيا البيضاء.

## مواليد

### يناير
- 14 يناير – ألياكساي خادكيفيتش لاعب كرة يد بيلاروسي.
- 18 يناير – كرمن إيلونا لاعبة كرة مضرب بيلاروسية.

### مارس
- 22 مارس – أليكساندرا ساسنوفيتش لاعبة كرة مضرب بيلاروسية.

### يوليو
- 13 يوليو – ماريا بابوفا لاعبة كرة سلة بيلاروسية.
- 23 يوليو – فياتشسلاو سالداتسينكا لاعب كرة يد بيلاروسي.

## وفيات

### يوليو
- 6 يوليو – باروخ أوسنيا (مواليد 1905) سياسي إسرائيلي.